# 傑克遜鎮區 (密蘇里州波爾克縣)
傑克遜鎮區（英語：Jackson Township）是位於美國密蘇里州波爾克縣的一個行政鎮區。

## 地方資料
傑克遜鎮區的面積為117.92平方千米，當中陸地面積為117.50平方千米，而水域面積為0.42平方千米。根據2020年美國人口普查的數據，當地共有人口865人，而人口密度為每平方千米7.34人。